# 아츠히메 (드라마)
《아츠히메》(일본어: 篤姫 아츠히메[*])는 2008년 1월 6일부터 2008년 12월 14일까지 방영된 NHK 대하드라마이다.

## 작품내용 및 반향
에도 막부 13대 쇼군 도쿠가와 이에사다의 정실 아츠히메(훗날 덴쇼인)의 삶을 그린 드라마다. 원작은 미야오 도미코의 소설 《덴쇼인 아츠 히메》. 에도막부 말기를 다룬 작품은 2004년 방송된 《신센구미!》이후로, 미야오 도미코 원작은 2005년 《요시츠네》이후 2번째다.
에도시대 말기, 쇄국 상태에 있던 일본이 외국의 위협에 노출되어 있던 시절, 역사의 그늘에서 활약한 주인공 아츠히메의 삶을 그렸다.
주연 미야자키 아오이는 《아츠히메》출연이 대하드라마 첫 주연이고 사상 최연소 출연자였다. 또한 이 작품의 제 2의 주인공이라고 할 만한 키모츠키 나오고로 역에 에이타, 아츠히메의 남편이자 에도막부 13대 쇼군인 도쿠가와 이에사다 역에 사카이 마사토가 각각 기용됐다.
가고시마가 무대가 되는 이 작품에는 가고시마 출신 음악 담당 스태프와 출연자(사와무라 카즈키, 이나모리 이즈미 등)가 기용된 바 있다.
총 50회의 평균 시청률은 24.5%로 에도 막부 말기를 배경으로 한 NHK 대하드라마 가운데 사상 최고의 시청률을 기록했다. 2002년 《토시이에와 마츠》의 시청률 22.1%를 제치고 최고 시청률을 달성한 것으로 알려져 있다.

## 등장인물

### 주인공과 그 일족

#### 주인공
- 덴쇼인 : 미야자키 아오이 (유아시기 : 나가이 호노카, 소녀시기 : 이와모토 치나미)

#### 이마이즈미 시마즈 가문
- 시마즈 타다타케 : 나가츠카 쿄조
- 오유키 : 히구치 카나코
- 시마즈 타타유키 : 오카다 요시노리
- 키쿠모토 : 사사키 스미에
- 쿠리카와 마고로쿠 : 우메노 야스키요
- 타쿠마 하루미치 : 쇼지 유스케
- 시노 : 코바야시 아사코
- 미네 : 타나하시 사치요
- 시마즈 타다후유 : 코우노 야스로 (아역 : 후지사키 고)
- 시마즈 히사타카 : 마츠오 카츠히사 (아역 : 타나카 오가)
- 키쿠/미츠

### 사츠마 번

#### 시마즈 가문
- 시마즈 나리아키라 : 타카하시 히데키
- 히사히메 : 요 키미코
- 시마즈 히사미츠 : 야마구치 유이치로
- 시마즈 나리오키 : 나가토 히로유키
- 유라 : 스즈카제 마요
- 시마즈 타다요시 : 나카가와 신고
- 오테츠 : 요시타카 유리코
- 시마즈 우콘 : 카지 마사키
- 시마즈 히로노스케 : 콘도 타카마사
- 시마즈 토쿠노스케 : 모토카와 란쇼
- 토라쥬마루 : 와타나베 타쿠토
- 테루히메 : 이이다 시온
- 노리히메
- 야스히메
- 오사다 / 오히로

#### 하녀들(奥女中たち)
- 오노시마 : 사토 아이코
- 히로카와 : 이타야 유카
- 타카야마 : 히다리 토키에
- 후지노 : 키타하라 사와코
- 타키오
- 유키 : 마츠다 미호 / 히사 : 오오이시 요시미

#### 코마츠 가문・키모츠키 가문
- 코마츠 타테와키 : 에이타
- 코마츠 키요미치 : 사와무라 잇키
- 오치카 : 토모사카 리에
- 오코토 : 하라다 나츠키
- 키모츠키 카네요시 : 에노키 타카아키
- 코마츠 키요나오 : 타카하시 타이라 (아역 : 나카무라 슈가)
- 코마츠 키요아츠 : 이토 고
- 마사 : 미나미 카즈에
- 키누 : 미사와 아케미

#### 상급번사(上級藩士)
- 즈쇼 히로사토 : 히라 미키지로
- 시마즈 분고 : 나카야마 카츠미 ( 4화에선 아사누마 신페이)
- 시마즈 쇼소 : 텐겐지 류
- 시마즈 호키 : 나가사와 다이
- 카와카미 치쿠고 : 오카모토 코타로
- 타테야마 부헤에 : 야마모토 류지
- 시마즈 히사카제 : 사카베 후미아키
- 니이로 히사노리 : 혼다 키요즈미
- 타니무라 마사타케 : 우에하라 켄스케

#### 사이고가
- 사이고 키치노스케 : 오자와 유키요시
- 사이고 신고 : 미즈타니 모모스케
- 사이고 키치지로 : 마지마 코헤이 (6회 : 스즈키 헤이타로)
- 사이고 키치베 : 고우 시로
- 스가 : 모리와키 유키
- 마사코 : 타카오카 마사코
- 사이고 류에몬 : 코이즈미 타츠히코
- 코토 : 무로후시 유키에 / 타카 : 아오키 코토코

#### 오오쿠보가
- 오오쿠보 쇼스케 : 하라다 타이조
- 오오쿠보 토시요 : 오오와다 신야

#### 하급번사(下級藩士)
- 아리마 신시치 : 마토바 코지
- 이지치 마사하루 : 미야케 히로키

### 막부

#### 도쿠가와 쇼군 가문
- 도쿠가와 이에사다 : 사카이 마사토
- 도쿠가와 이에모치 : 마츠다 쇼타
- 도쿠가와 요시노부 : 히라 타케히로
- 도쿠가와 이에요시 : 사이키 시게루
- 도쿠가와 이에사토 : 요시타케 레오
- 타야스 요시요리 : 하세가와 호마레

#### 오오쿠와 도쿠가와 가문의 여성들
- 카즈노미야 : 호리키타 마키
- 이쿠시마 : 마츠자카 케이코
- 타키야마 : 이나모리 이즈미
- 혼주인 : 타카하타 아츠코
- 칸교인 : 와카무라 마유미
- 니와타 츠구코 : 나카무라 메이코
- 시가 : 츠루타 마유
- 시게노 : 나카지마 토모코
- 카라하시 : 타카하시 유미코
- 우타하시 : 이와이 유미

#### 막각(幕閣, 막부 최고 수뇌부)
- 아베 마사히로 : 쿠사카리 마사오
- 이이 나오스케 : 나카무라 바이쟈쿠
- 홋타 마사요시 : 타츠미 타쿠로
- 안도 노부마사 : 시라이 아키라

#### 막부의 신하(幕臣)
- 카츠 린타로 : 키타오오지 킨야
- 존 만지로 : 카츠지 료

### 제번・지사들

#### 제후
- 도쿠가와 나리아키 : 에모리 토오루
- 도쿠가와 요시아츠
- 마츠다이라 슌가쿠 : 야지마 켄이치
- 다테 무네나리 : 모리타 준페이
- 마츠다이라 카타모리 : 시무라 토고
- 야마우치 요도 : 콘타쿠야
- 토다 미츠히사 : 핫파 잇키
- 도쿠가와 요시쿠미

#### 제번 번사
- 나가노 슈젠 : 오오바야시 타케시
- 키도 타카요시 : 스즈키 준페이
- 이토 슌스케 : 오카모토 코에이
- 이노우에 몬타 : 요시노 야스오미
- 하시모토 사나이 : 나가야마 마세이

#### 그 외의 지사들
- 사카모토 료마 : 타마키 히로시
- 오료 : 이치카와 미카코

### 조정

#### 황족
- 고메이 천황 : 토기 히데키
- 아리스가와노미야 타루히토 : 타케자이 테루노스케

#### 코노에 가문
- 코노에 타다히로 : 슌푸테이 코아사
- 무라오카 : 호시 유리코

#### 공경(公卿)
- 이와쿠라 토모미 : 카타오카 츠루타로

### 시정(市井)
- 타스케 : 고롯케
- 센키치 : 미타니 마사토

### 유럽과 미국 등의 여러나라(欧米諸国)
- 페리
- 타운젠드 해리스 : 블레이크 크로포드

### 그 외
- 히토카게 : 마로 아카지

## 수상 정보
- 2009년 에란도르상 작품상 [TV 가이드 상 (TV 부문) 수상
- 2009년 하시다상 수상

## 방송일 및 부제·시청률
| 방송횟수                                  | 부제목         | 시청률 |
| ----------------------------------------- | -------------- | ------ |
| 제1화                                     | 天命の子       | 20.3%  |
| 제2화                                     | 桜島の誓い     | 20.4%  |
| 제3화                                     | 薩摩分裂       | 21.4%  |
| 제4화                                     | 名君怒る       | 22.7%  |
| 제5화                                     | 日本一の男     | 24.0%  |
| 제6화                                     | 女の道         | 22.7%  |
| 제7화                                     | 父の涙         | 21.6%  |
| 제8화                                     | お姫様教育     | 22.4%  |
| 제9화                                     | 篤姫誕生       | 25.3%  |
| 제10화                                    | 御台所への決心 | 23.8%  |
| 제11화                                    | 七夕の再会     | 24.7%  |
| 제12화                                    | さらば桜島     | 23.5%  |
| 제13화                                    | 江戸の母君     | 21.6%  |
| 제14화                                    | 父の願い       | 22.3%  |
| 제15화                                    | 姫､出陣        | 23.7%  |
| 제16화                                    | 波乱の花見     | 22.4%  |
| 제17화                                    | 予期せぬ縁組み | 23.1%  |
| 제18화                                    | 斉彬の密命     | 20.9%  |
| 제19화                                    | 大奥入城       | 24.6%  |
| 제20화                                    | 婚礼の夜       | 24.2%  |
| 제21화                                    | 妻の戦         | 24.4%  |
| 제22화                                    | 将軍の秘密     | 24.8%  |
| 제23화                                    | 器くらべ       | 24.8%  |
| 제24화                                    | 許すまじ､篤姫  | 25.7%  |
| 제25화                                    | 母の愛憎       | 22.6%  |
| 제26화                                    | 嵐の建白書     | 24.7%  |
| 제27화                                    | 徳川の妻       | 26.0%  |
| 제28화                                    | ふたつの遺言   | 26.2%  |
| 제29화                                    | 天璋院篤姫     | 24.3%  |
| 제30화                                    | 将軍の母       | 25.8%  |
| 제31화                                    | さらば幾島     | 24.6%  |
| 제32화                                    | 桜田門外の変   | 26.4%  |
| 제33화                                    | 皇女和宮       | 27.7%  |
| 제34화                                    | 公家と武家     | 26.4%  |
| 제35화                                    | 疑惑の懐剣     | 23.3%  |
| 제36화                                    | 薩摩か徳川か   | 27.7%  |
| 제37화                                    | 友情と決別     | 26.1%  |
| 제38화                                    | 姑の心 嫁の心  | 26.1%  |
| 제39화                                    | 薩摩燃ゆ       | 24.7%  |
| 제40화                                    | 息子の出陣     | 28.1%  |
| 제41화                                    | 薩長同盟       | 24.2%  |
| 제42화                                    | 息子の死       | 26.3%  |
| 제43화                                    | 嫁の決心       | 24.5%  |
| 제44화                                    | 龍馬死すとも   | 23.5%  |
| 제45화                                    | 母からの文     | 22.6%  |
| 제46화                                    | 慶喜救出       | 24.3%  |
| 제47화                                    | 大奥の使者     | 25.1%  |
| 제48화                                    | 無血開城       | 29.2%  |
| 제49화                                    | 明治前夜の再会 | 27.8%  |
| 최종화                                    | 一本の道       | 28.7%  |
| 평균 시청률: 24.5%                        |                |        |
| (시청률은 간토 지방·비디오 리서치사 조사) |                |        |

## 같이 보기
- 사쓰마번